# 최재해
최재해(崔載海, 1960년 10월 7일 ~ )는 대한민국의 제25대 감사원장으로 취임하였다.

## 학력
- 1979년 동국대학교사범대학부속고등학교 졸업
- 1984년 성균관대학교 행정학 학사
- 1986년 서울대학교 행정대학원 행정학 석사
- 2001년 인디애나 대학교 공공및환경정책대학원 정책학 석사
- 2018년 성균관대학교 국정전문대학원 행정학 박사

## 경력
- 1984.12 제28회 행정고시 합격
- 1986.03~1989.12: 인천광역시청 지방행정사무관
- 1989.12~1996.07: 감사원 부감사관
- 1996.07~2002.12: 감사원 감사관
- 2002.12~2003.12: 감사원 기획관리실 제도담당관
- 2003.01~2003.02: 제16대 대통령직 인수위원회 파견
- 2003.12~2004.12: 감사원 특별조사국 제3과장
- 2004.12~2005.12: 감사원 재정금융감사국 제1과장
- 2005.12~2008.10: 감사원 기획홍보관리실 기획담당관
- 2008.10~2009.12: 감사원 기획홍보관리실 국회협력관
- 2009.12~2010.07: 감사원 감사원장 비서실장
- 2010.07~2011.03: 감사원 사회문화감사국장
- 2011.04~2011.07: 감사원 기획관리실장
- 2011.07~2014.01: 감사원 제1사무차장
- 2014.01~2018.01: 감사원 감사위원
- 2021.11~: 제25대 감사원장[2]